# Reinhild von Riesenbeck

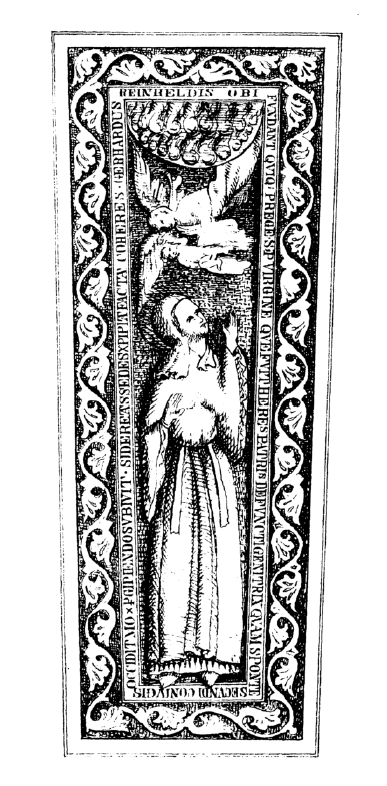
Reinhild, Epitaph, nach einer Abbildung von 1858

Reinhild von Riesenbeck, auch Reinhild von Westerkappeln, ist eine Heilige und Märtyrin der römisch-katholischen Kirche. Der Legende nach lebte sie im 12. Jahrhundert in Westerkappeln im Tecklenburger Land (Kreis Steinfurt) und wurde von ihren Eltern ermordet. Sie wird im Bistum Osnabrück seitdem als Märtyrerin verehrt. Ihr Gedenktag ist am 30. Mai. Reinhild ist in der Kultur der Ortschaften Riesenbeck und Westerkappeln fest verankert. Sie wird in Riesenbeck Sünte Rendel (Plattdeutsch) oder auch Reinhildis, kurz Rendel genannt. 

## Sage
Das Leben der Reinhildis ist in einer Sage übermittelt, die im Tecklenburger Land sehr bekannt ist. Die erste bekannte Aufzeichnung ist eine Niederschrift aus dem Jahre 1629, verfasst von Sweder von Schele.
Im Juni 1629 war eben dieser Sweder von Schele zu Gast bei seinen Verwandten auf der Surenburg in Riesenbeck. In dieser Zeit besuchte er das Grab seiner Tante in der Pfarrkirche St. Kalixtus Riesenbeck. Bei seinem Gang durch die Kirche fiel ihm das Epitaph der hl. Reinhildis auf. Die besonders künstlerisch gestaltete Grabplatte ließ ihn vermuten, dass diese das Grabmal der Stifterin der Kirche sei. Daraufhin erkundigte er sich über die in der Umschrift der Grabplatte genannte Reinhildis. 
Es wurde ihm berichtet, dass Reinhildis eine Bauerntochter aus Westerkappeln gewesen sei. Das junge Mädchen habe beim Vieh hüten des Öfteren das Vieh alleine gelassen und habe stattdessen die Kirche aufgesucht, um zu beten. Ihr Stiefvater war über dieses Verhalten sehr erzürnt und legte der Mutter von Reinhildis nahe sich ihrer ungehorsamen Tochter zu entledigen. 
Eines Tages machte sich der Stiefvater auf den Weg nach Osnabrück. In dieser Zeit habe dann die Mutter ihre Tochter erschlagen. Auf dem Heimweg aus Osnabrück sei der Stiefvater betrunken vom Pferd gestürzt und habe sich dabei den Hals gebrochen. 
Der Leichnam der Reinhildis wurde auf einen Wagen gelegt, vor dem Tiere gespannt waren, die sie zu Lebzeiten gehütet hatte. Die Tiere brachten ihren Leichnam dann nach Riesenbeck, wo gerade mit dem Bau einer neuen Kirche begonnen worden war. 
An dem Grab der Reinhildis wurden viele Opfer dargebracht, besonders von Menschen, deren Vieh erkrankt war. Auch die Grafen von Tecklenburg sollen an ihrem Grab Opfer dargebracht haben.
In der Literatur beschrieben wird die Sage unter anderem von Friedrich Arnold Steinmann 1825 und von Johann Georg Theodor Grässe 1868.
Laut dieser Sage wurde sie im „Knüppenhaus“, einem Bauernhaus in Westerkappeln-Düte, geboren. Dort hatte sie unter ihrer hartherzigen Mutter und ihrem Stiefvater harte Arbeit zu verrichten. 
Sie war seit frühester Kindheit sehr fromm und immer, wenn sie die Kirchenglocken hörte, eilte sie zum Gottesdienst. Die liegengebliebenen Arbeiten sollen Engel für sie verrichtet haben. So sollen, trotz ihrer Abwesenheit, die Pferde – von Engelshand geführt – mehr Furchen im Acker gezogen haben, als es ein Mensch vermag. Dadurch, dass die Eltern sahen, dass Gott sich ihrer Tochter zuwendete, sollen ihre Herzen sich noch mehr verhärtet haben, und sie verboten ihr zum Gottesdienst zu gehen. Eines Tages soll ihre Mutter sie in einen Brunnen gestoßen haben, aber am nächsten Morgen saß sie wieder am Brunnenrand. Aus Wut erwürgte die Mutter Reinhild und begrub sie im Stall unter den Tieren. Zur gleichen Zeit soll ihr Stiefvater auf dem Rückweg von Osnabrück vom Pferd gefallen sein und sich sein Genick gebrochen haben. 
Der Stall soll daraufhin von einem Licht umhüllt gewesen sein, sodass die Tat von den Nachbarn schnell entdeckt wurde. Reinhild wurde mit ihren Stiefvater in einem Grab beerdigt, doch befand sich laut der Sage der Leichnam jeden neuen Morgen wieder außerhalb des Grabes. Daraufhin wurde ihr Leichnam auf einen Ochsenkarren gelegt. Die Ochsen liefen dann frei ihres Weges. In Ibbenbüren angekommen, sollen die Kirchenglocken ohne Zutun von Menschenhand zu läuten angefangen haben. 
In Riesenbeck, wo sie begraben wurde, sollen die Ochsen in der Nähe des Grabes eine Quelle freigelegt haben. Diese Reinhildisquelle soll Heilwirkung gehabt haben. Im Grab selbst soll Reinhildis noch ganz unverwest sein.
Die Eigentümer des Knüppenhofes sollen sich Jahrhunderte hindurch immer wieder verpflichtet haben, für die Beleuchtung der Grabstätte in Riesenbeck zu sorgen, um den Mord zu sühnen.

## Gedenkkultur

### In Riesenbeck

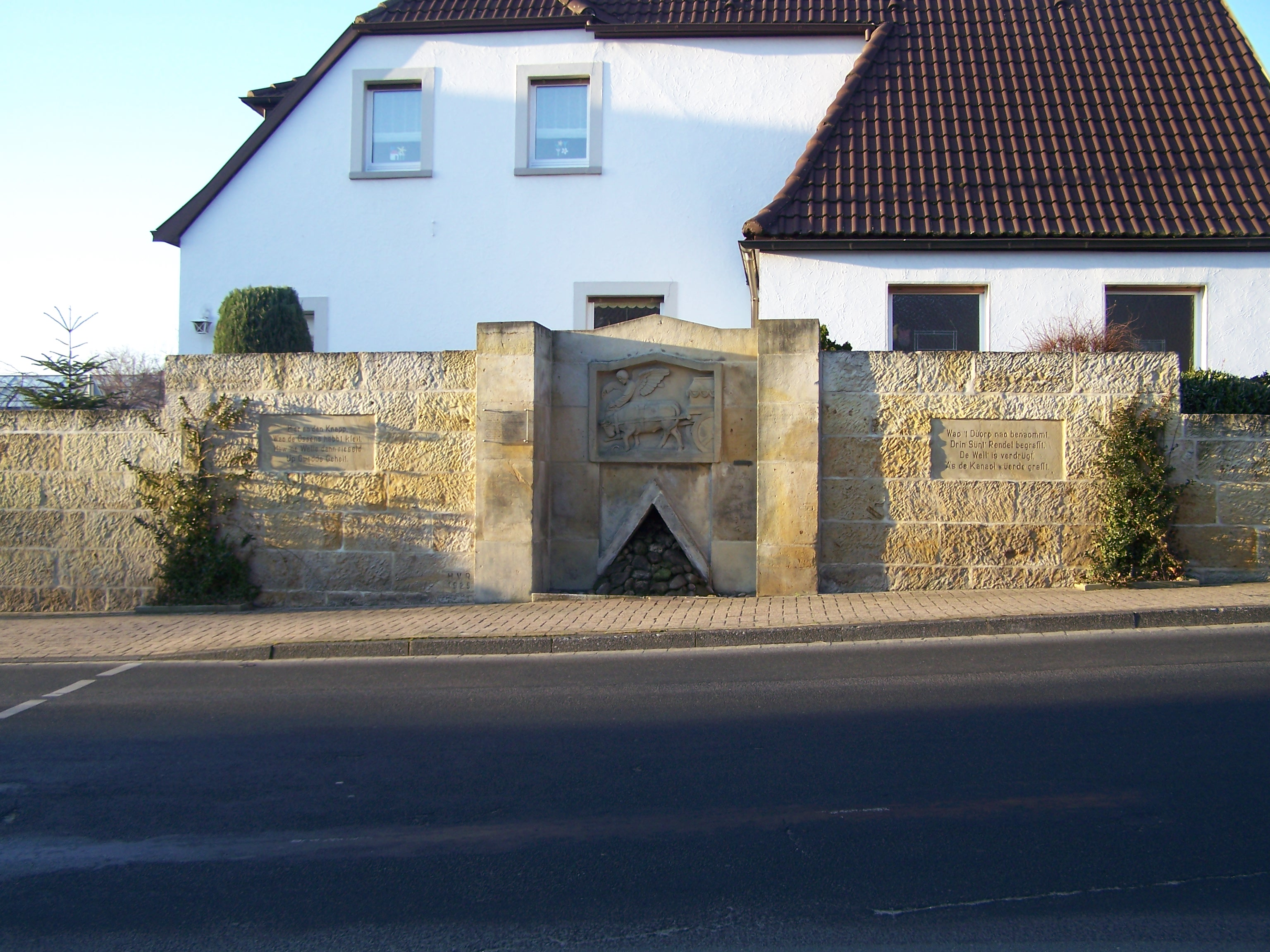
Ossenlock in Riesenbeck

Die Pfarrkirche St. Kalixtus wurde angeblich über der Begräbnisstelle Reinhilds in Riesenbeck errichtet. Das in der Kirche, die zu Beginn des 19. Jahrhunderts neu gebaut wurde, erhaltene Epitaph zeigt als eines der ganz wenigen Grabmonumente der romanischen Kunst ein Bild der Verstorbenen. Die Platte ließ vermutlich Bischof Gerhard von Osnabrück (1261–1271) errichten. Dargestellt ist, wie die Seele der betenden Reinhild von einem aus dem Himmel kommenden Engel in Empfang genommen wird. Eine Umschrift berichtet vom Tod des Mädchens, das als Erbin ihres verstorbenen Vaters von der Mutter wegen ihres zweiten Ehemanns getötet wurde und den Himmelssitz bezog, da sie Christi fromme Miterbin geworden: 
REINHILDIS OBI(TUS) / FUNDANT QUIQ(UE) PRECES P(RO) VIRGINE Q(UAE) FUIT HERES / PATRIS DEFUNCTI GENITRIX QUAM SPONTE SECUNDI / CONIUGIS OCCIDIT MOX PERCIPIENDO SUBIVIT / SIDEREAS SEDES CHRISTI PIA FACTA COHERES / GERHARDUS
„Reinhilds Tod. Mögen alle beten für die Jungfrau, die Erbin ihres verstorbenen Vaters war und von ihrer Mutter auf Betreiben des zweiten Gatten ermordet wurde. Bald ist sie emporgestiegen, ihren Sitz im Himmel einzunehmen, ist zur frommen Miterbin Christi geworden. Gerhard.“
Die Reinhildisquelle in Riesenbeck versiegte mit dem Bau des Dortmund-Ems-Kanales um 1900; über ihrem Platz ist 1929 ein Denkmal errichtet worden, das „Ossenlock“. 

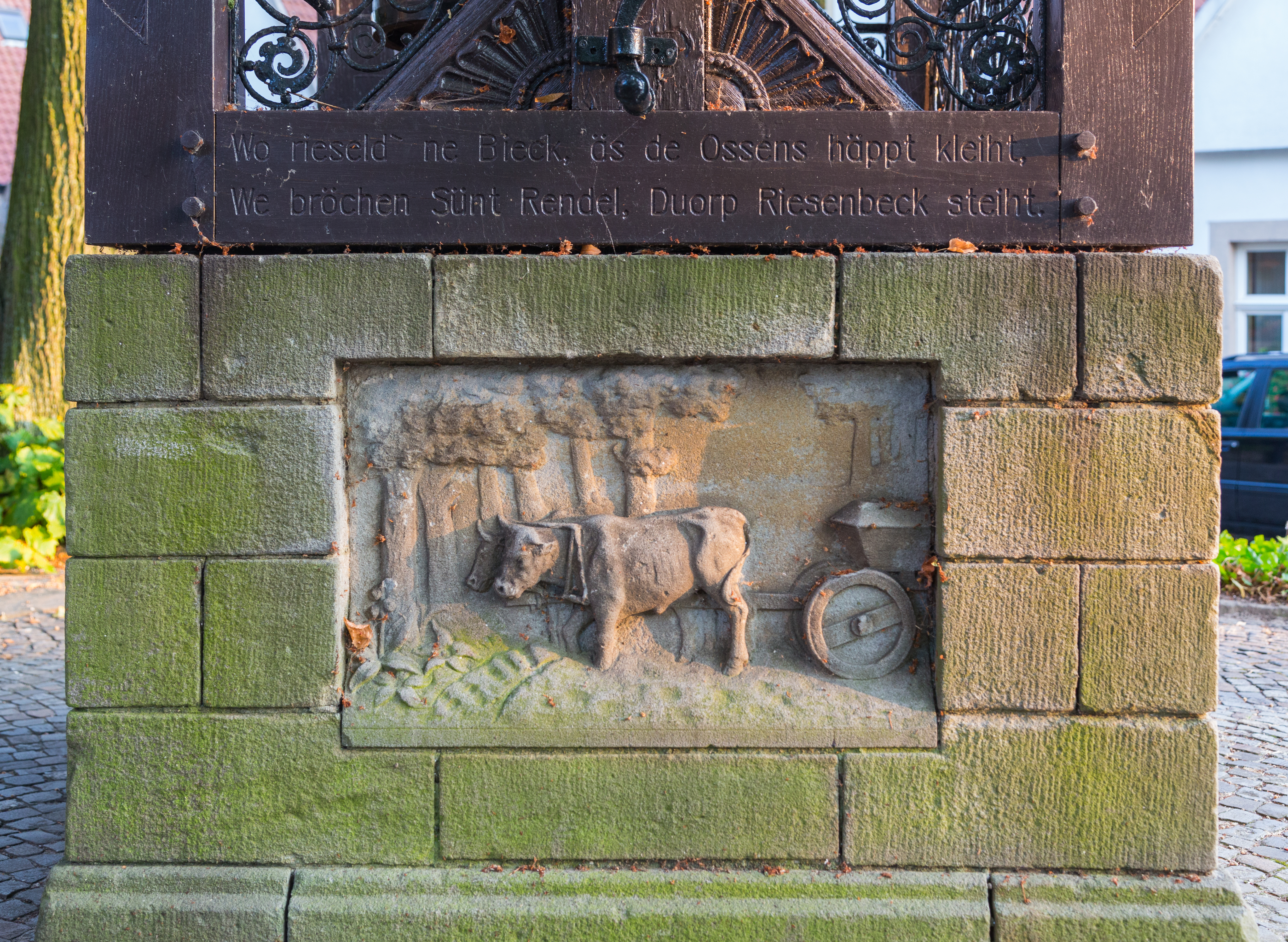
Szene auf dem Reinhildis-Brunnen.

Der im Jahr 1912 vor der St.-Kalixtus-Kirche errichtete Reinhildis-Brunnen gibt die Reinhildislegende bildlich wieder.
Die am 2. Dezember 2007 neu errichtete Pfarrgemeinde St. Reinhildis Hörstel trägt ihren Namen. Auch die Süntel-Rendel-Schule ist nach ihr benannt.

### In Westerkappeln
In Westerkappeln ist eine Darstellung der Reinhildis wesentlicher Bestandteil des Ortswappens; ursprünglich wohl die Heilige Katharina von Alexandrien, hat sich die Ansicht eingebürgert, dass es sich um Reinhildis handele. Die heutige Form des Wappens wurde am 21. Oktober 1958 festgelegt.

## Historische Einordnung
Westfalen ist nach dem Urteil des deutschen Germanisten Franz Jostes im Vergleich zu anderen Ländern sagenarm; er zählt die Reinhildis-Sage zu den ältesten und interessantesten. Die Geschichte um Reinhildis ist oft beschrieben und hinterfragt worden. Zu den frühen Autoren zählt unter anderem von August Bahlmann (1858). Die Kirchenbücher des Bistums verzeichnen weder Angaben über die Person noch über eine Heiligsprechung. Auch finden sich keine Überreste des Leichnams. 
Das Epitaph aus Baumberger Kalksandstein, nach anderer Deutung ein Sarkophagdeckel, stellt, obwohl Reinhildis der Sage nach ein Bauernmädchen gewesen sein soll, eine hochgestellte Person in byzantinischer Tracht dar. Die Lebensgeschichte von Reineldis, verfasst im 12. Jahrhundert, enthält einige ähnliche Elemente. Deren Überreste befinden sich als Reliquie in einem Schrein zu Saintes. 
Nach einem anderen Ansatz war Reinhildis eine Tochter von Jutta von Ravensberg und Graf Heinrich II. von Tecklenburg.
Der historische Hintergrund der Person der Reinheldis, zu einer Zeit, als Papst Alexander III. das Recht der Heiligsprechung an sich zog, bleibt also fragwürdig.
Nach der Deutung des Privatforschers Siegfried Schoppe handelt es sich bei Reinheldis nicht um ein Bauernmädchen aus Westerkappeln, das von seinen Eltern getötet wurde, sondern um die älteste Tochter des Grafen Wichmann I. von Hamaland, Liutgard, Gründungsäbtissin des Kanonissenstifts Elten in Emmerich am Rhein, die im Verlauf eines Erbstreits von ihrer jüngeren Schwester Adela von Hamaland, im Jahre 973 ermordet wurde.
2020 legte der Heimatverein Riesenbeck das Ergebnis jahrelanger Recherche vor, nach der die historische Dimension der Reinhildis-Sage einer neuen Einordnung unterzogen wurde.